# 슈 (이집트 신화)
슈(이집트어 šw, "공허" 또는 "솟아오르는 자")는 고대 이집트 신들 중 원시 신 중 하나이다. 여신 테프누트의 배우자이자 오누이 관계이며, 헬리오폴리스 우주론의 엔네아드중 하나이다. 빛, 평화, 사자, 공기, 바람의 신이었다.

## 계보
헬리오폴리스 신학에서 아툼은 자위행위 혹은 침뱉기를 통해 엔네아드의 첫 번째 부부인 슈와 테프누트를 창조했다. 슈는 하늘의 여신 누트와 땅의 신 게브의 아버지였고, 오시리스, 이시스, 세트, 네프티스의 할아버지였다. 그의 증손자는 호루스와 아누비스이다.

## 신화

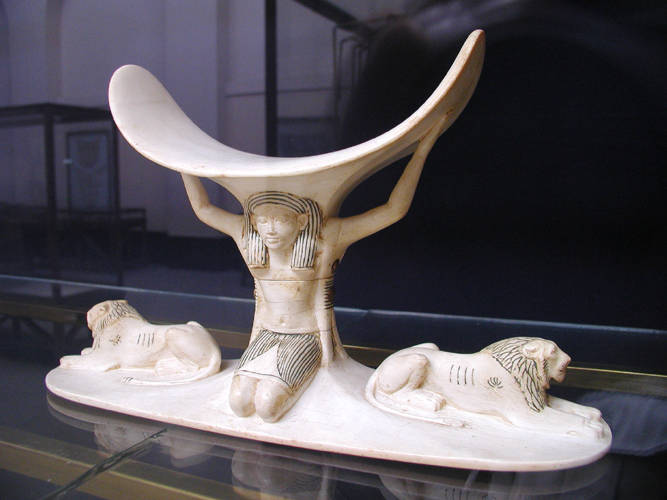
슈 신이 하늘을 받치고 있는 모습을 묘사한 머리 받침대

온후리스와 유사한 더 정교한 깃털 장식을 한 슈의 그림.

### 초기 신화
공기의 신으로서 슈는 냉각하고 따라서 진정시키는 영향력과 평화를 주는 존재로 여겨졌다. 건조한 공기, 고요함, 그리고 그로 인한 마트(진리, 정의, 질서, 균형)와의 연관성 때문에 슈는 지구와 하늘 사이의 건조한 공기/대기로 묘사되었으며, 첫 번째 사건 이후 두 영역을 분리했다. 슈는 또한 타조 깃털을 착용한 모습으로도 묘사되었다. 슈는 한 개에서 네 개의 깃털을 가진 모습으로 나타났다. 타조 깃털은 가벼움과 공허함을 상징했다. 안개와 구름은 슈의 뼈라고 불렸다. 하늘과 지구 사이에 위치하여 바람으로도 알려졌다.

### 후기 신화
훨씬 후대의 신화에서는 고왕국 말기의 끔찍한 기상 재해를 나타내는데, 테프누트와 슈가 한때 다투었고, 테프누트가 이집트를 떠나 (항상 더 온화한) 누비아로 갔다고 전해진다. 슈는 테프누트에게 가고 싶었으나 테프누트는 는 접근하는 모든 남성이나 신을 파괴하는 고양이로 변했고, 변장한 토트가 그녀를 설득하여 돌아오게 하는 데 성공했다.
고대 그리스인들은 슈를 아틀라스와 연관시켰는데, 둘 다 하늘을 떠받치고 있는 모습으로 묘사되었기 때문이다.

### 헬리오폴리스 신화
헬리오폴리스 우주론에 따르면, 우주 원소의 첫 번째 쌍인 슈와 테프누트는 하늘의 여신, 누트와 대지의 신, 게브를 창조했다. 슈는 누트와 게브가 사랑을 나누는 동안 그들을 갈라놓아 현현하는 세계에 이중성을 만들었다: 위와 아래, 빛과 어둠. 그러나 그들이 분리되기 전에 누트는 이시스, 오시리스, 네프티스 (호루스), 세트 신들을 낳았다. 이집트인들은 슈가 누트 (하늘)와 게브 (지구)를 분리하지 않았다면 물리적으로 현현하는 생명체가 존재할 수 없었을 것이라고 믿었다.
슈는 주로 남성으로 묘사된다. 오직 태양의 신으로서의 전투적이고 수호적인 기능에서만 때때로 사자의 머리를 갖는다. 그는 생명의 상징인 앙크를 들고 다닌다.

## 예술

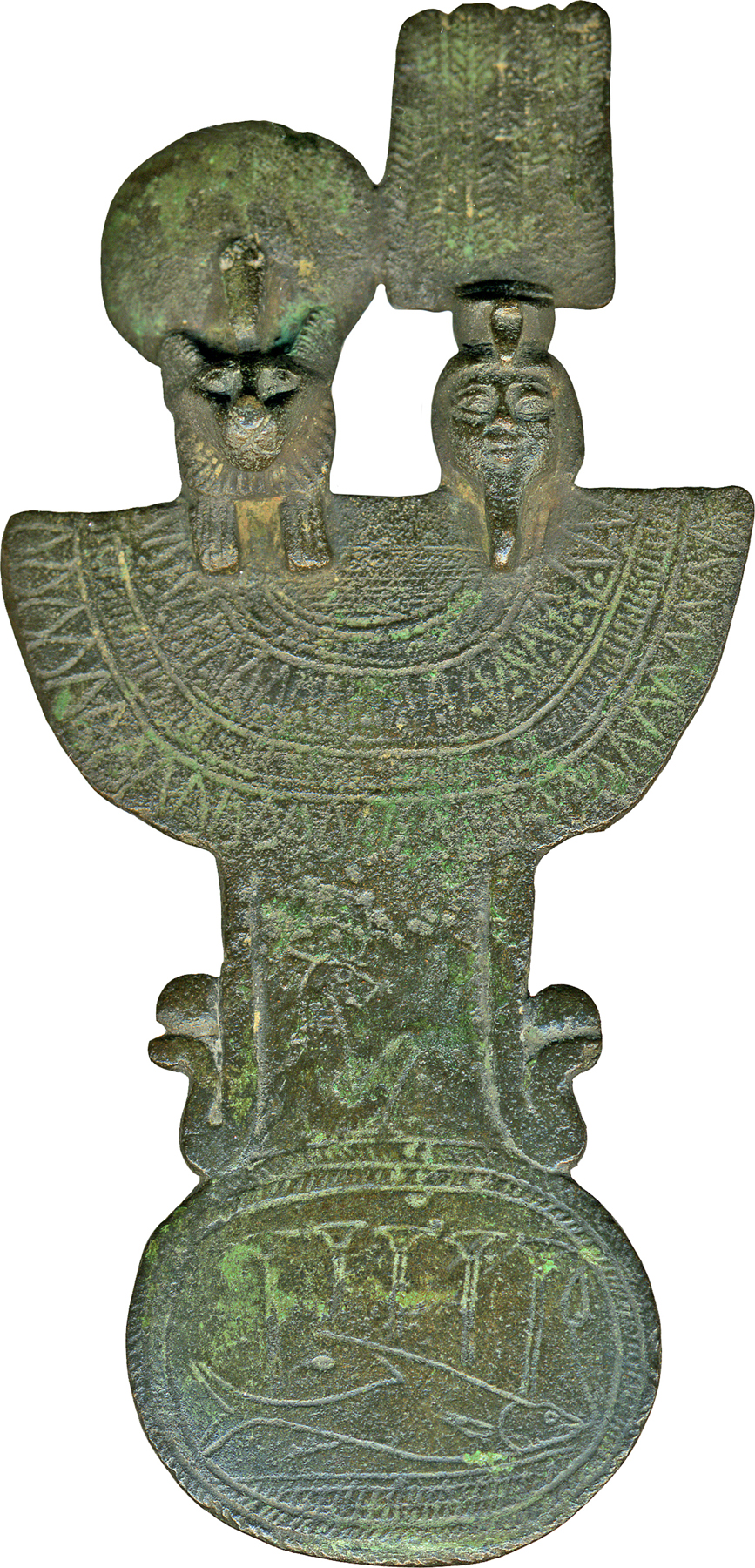
고대 이집트 메나트의 카운터웨이트로 사용됨

메나트 균형추는 착용자가 움직일 때 복잡한 구슬 목걸이가 제자리에 고정되도록 했다. 이 균형추(왼쪽 그림)는 기원전 722-332년의 청동 장식물이다. 슈(오른쪽 머리)와 그의 자매이자 습기의 여신인 테프누트(왼쪽 머리)의 머리를 묘사한다. 테프누트는 갈기가 있는 암사자 모습으로, 우라에우스, 가발, 그리고 태양원반을 쓰고 있다. 슈는 가짜 수염, 더 짧은 가발, 그리고 모디우스, 키 큰 깃털, 그리고 우라에우스를 포함한 왕관을 쓰고 있다. 이 두 신은 착용자를 세상의 위험으로부터 보호한다고 믿어졌다. 두 마리의 뱀이 카운터웨이트의 하단 근처에 있으며, 옥시링쿠스 물고기도 볼 수 있다.

## 같이 보기
- 안후르-슈
- 솝두

## 더 읽어보기
- Hans Bonnet: Lexikon der ägyptischen Religionsgeschichte, Berlin 2000, ISBN 3-937872-08-6, S. 685-689 → 슈
- 아돌프 에르만: Die Aegyptische Religion, Verlag Georg Reimer, Berlin 1909
- 볼프강 헬크: Kleines Lexikon der Ägyptologie, 1999 ISBN 3-447-04027-0, S. 269f. → 슈
- 프랑수아즈 뒤낭과 크리스티안 지비-코체: "Gods and Men in Egypt 3000 BCE to 395 CE", 코넬 대학교 출판부 2005, ISBN 0-8014-8853-2
- 야코부스 반 다이크, Myth and Mythmaking in Ancient Egypt, J.M. Sasson 편집, 뉴욕, 사이먼 & 슈스터, 1995.